# パルドゥルフス
聖パルドゥルフス、パルドゥルフ、パルドゥー（ラテン語: Pardulphus, ドイツ語: Pardulf, フランス語: Pardoux, 657年 – 737年頃）は、フランク人の聖人、ベネディクト会の修道院長。「パルドゥルフス伝」は、当時のアクィタニアを内部から洞察した文献として知られる。

## 生涯
リモージュの北西サルダンで、農民の子として生まれる。伝説によれば彼は羊飼いであったが、ひどい嵐に遭遇した後に隠者となることを決意したという。ランテール伯がゲレに建てた修道院に入り、後にここの修道院長となった。パルドゥルフスは厳しい戒律に従い、太陽以外からの熱で自らを温めることをせず、食事も週に1度しかとらなかった。ただ年を取るとともに熱した石でも体を温めるようになった。彼はあらゆる家禽を食することを拒み、地元の農民からもらったキノコしか口にしなかった。
『パルドゥルフス伝』には、パルドゥルフスによる様々な奇跡が記録されている。ある大工たちがゲレに聖オーバンの教会を建てるために、木を切って荷車に載せ運んできたのだが、この丸太が短すぎた。怒った監督が大工たちを鞭打とうとしたが、パルドゥルフスが奇跡を起こして丸太を伸ばした。その長さは必要な長さをさらに超えていた。余分となった分は切り落とされたのち教会内に吊るされ、崇敬の対象となった。

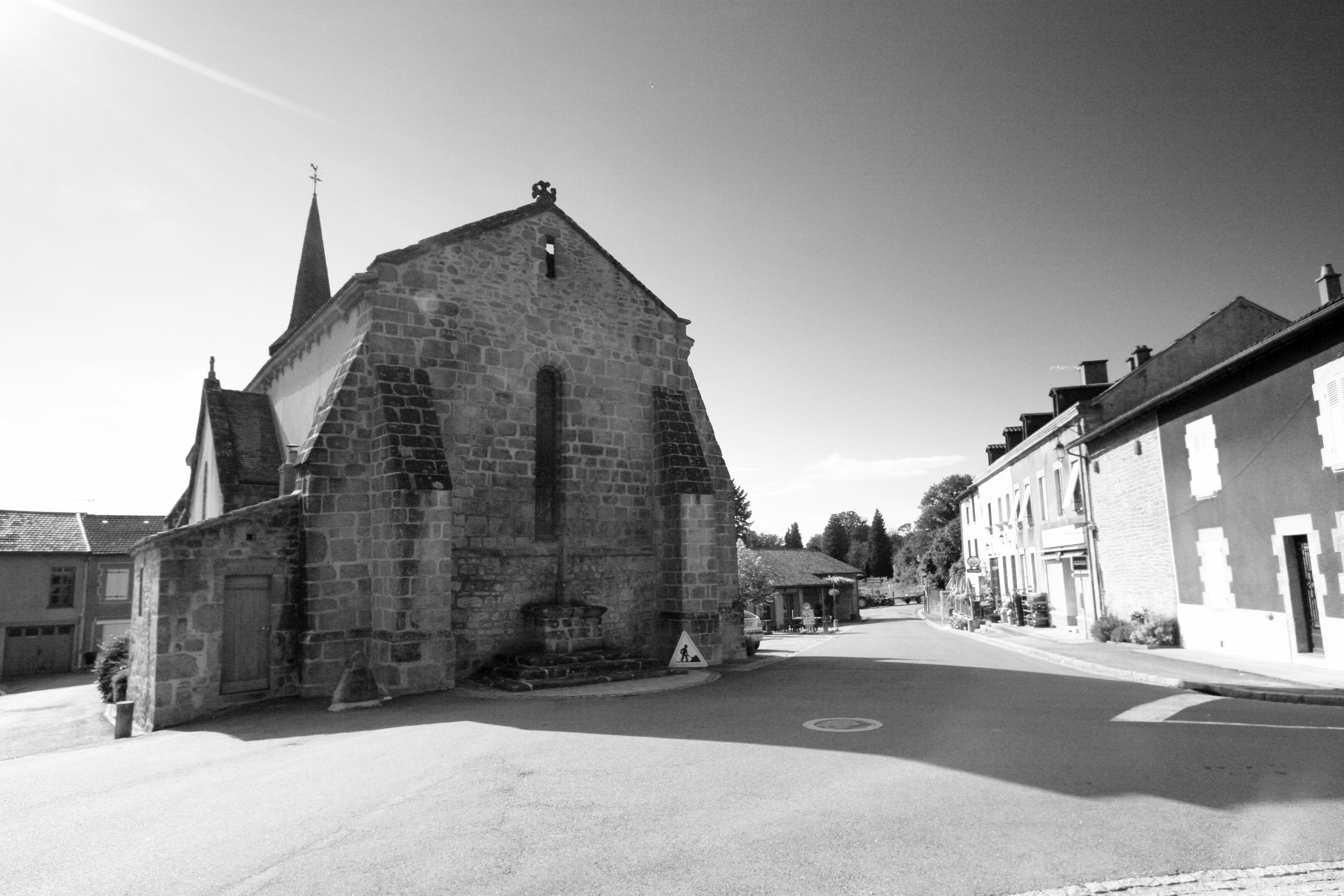
オート＝ヴィエンヌ県のサン・パルドゥー教会

732年にウマイヤ朝が南フランスに侵攻した際、パルドゥルフスは修道院にとどまった。トゥール・ポワティエ間の戦いで敗れたウマイヤ軍が修道院にやってきたが、パルドゥルフスが祈ったことにより攻撃を免れたという。

## 崇敬
パルドゥルフスの祝祭日は10月6日である。彼の聖骨箱はサルダンの教会に置かれたとされるが、現在はゲレの美術館にある。フランスには、サン・パルドゥー・ド・ドンヌなどパルドゥルフスの名を冠した地名が多く存在する。